# معاهدة إسطنبول (1590)

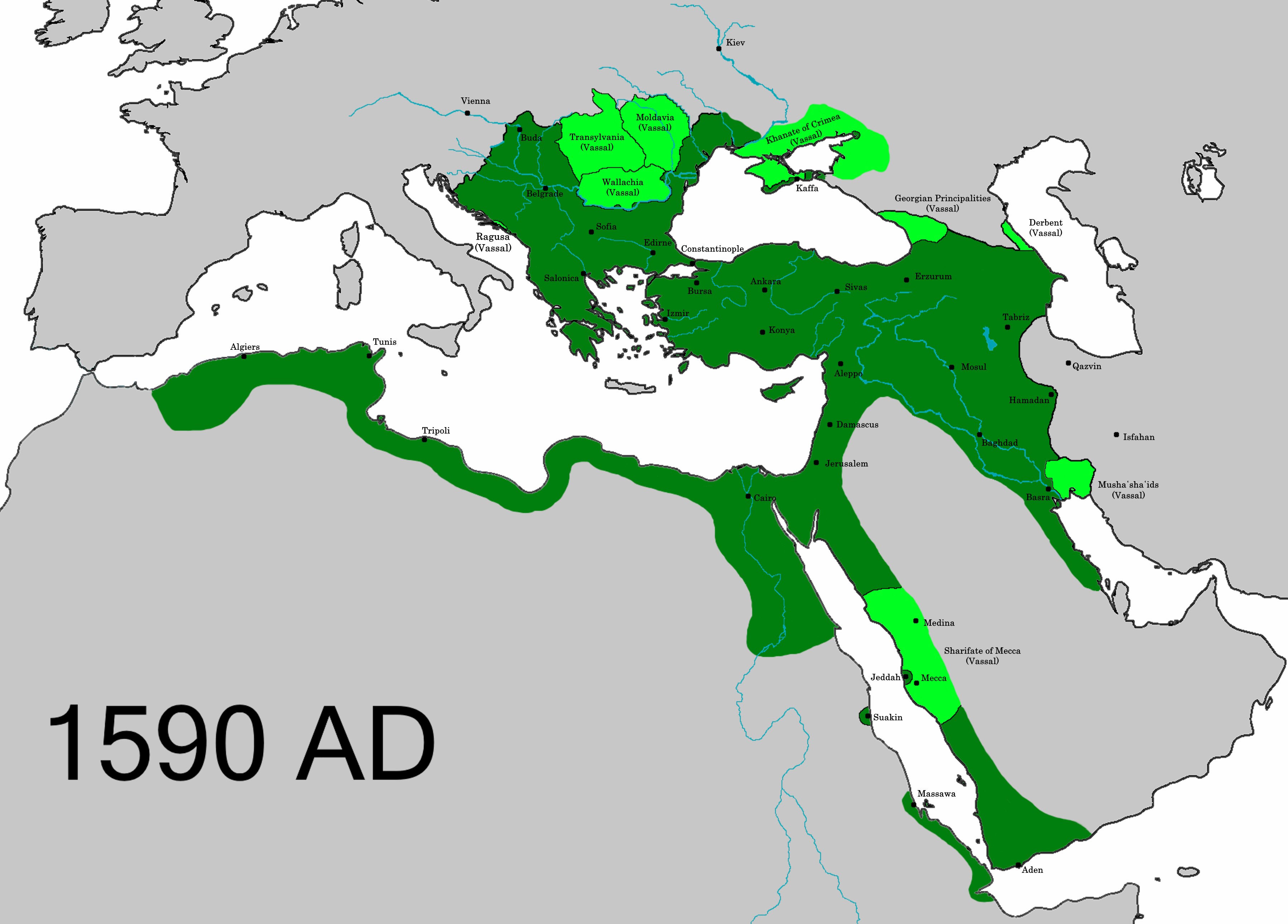

معاهدة القسطنطينية أو (معاهدة فرحات باشا)، هي معاهدة بين الدولة العثمانية والدولة الصفوية لإنهاء الحرب العثمانية الصفوية (1578–1590) و وقعت في 21 مايو 1590 بالقسطنطينية.

## الحرب
بدأت الحرب في جنوب القوقاز. في معركة جلدر، هزم الجيش العثماني الجيش الفارسي وأجتاح معظم جنوب القوقاز. بعد عودة الجيش العثماني إلى قاعدته الرئيسية في القسطنطينية، ومع ذلك، بدأ الفرس بأستعادة بعض أراضيهم السابقة. خلال المرحلة المقبلة، وصل جيش عثماني آخر (تألف معظمه من تتار القرم) وكان قادرا على الهجوم مرة أخرى. وفي 1583 بعد معركة اسمها معركة المشاعل (بالعثمانية: مشللر محاربسي)، سميت بذلك لان المعركة استمرت خلال الليل، كانوا قادرين على إسترجاع جنوب القوقاز من الفرس. خلال السنوات ال 6 المقبلة، كان الحدث الهام الوحيد الاستيلاء على تبريز من قبل العثمانيين. مواجها مشاكل أخرى (الحروب الأهلية والحرب ضد الأوزبك)، وافق عباس الأول، شاه بلاد فارس، على التوقيع على معاهدة بشروط غير مواتية له.

## المعاهدة
المعاهدة عرفت باسم معاهدة القسطنطينية أو معاهدة فرهاد باشا (كان فرهاد باشا قائد (بالتركية: سردار) في الجيش العثماني). وفقا للمعاهدة، أبقت الدولة العثمانية مكاسبها من الحرب. ضم معظم جنوب القوقاز، فضلا عن تبريز وشمال غرب إيران, ووافق الفرس كذلك على الخضوع للقيادة الدينية للعثمانيين ووقف سب رموز الإسلام السني في إيران.

## النتائج
كانت هذه المعاهدة نجاحا للإمبراطورية العثمانية، حيث ضمت لها مساحات شاسعة. ومع ذلك، لم يمض وقت طويل, عندما قام عباس الأول بانتظر اللحظة مناسبة لاستعادة ممتلكاته السابقة بعد تحديث جيشه بمساعدة الأنكليز،و بعد حل المشاكل الداخلية . عندما كانت الدولة العثمانية منشغلة بثورات الجلاليون (علاهيون)و (نزاريون)، فكان قادرا على استعادة معظم ما فقده، فما كان من الدولة العثمانية غير القبول ب معاهدة نصوح باشا، بعد 22 عاما على هذه المعاهدة.